# Acid rock

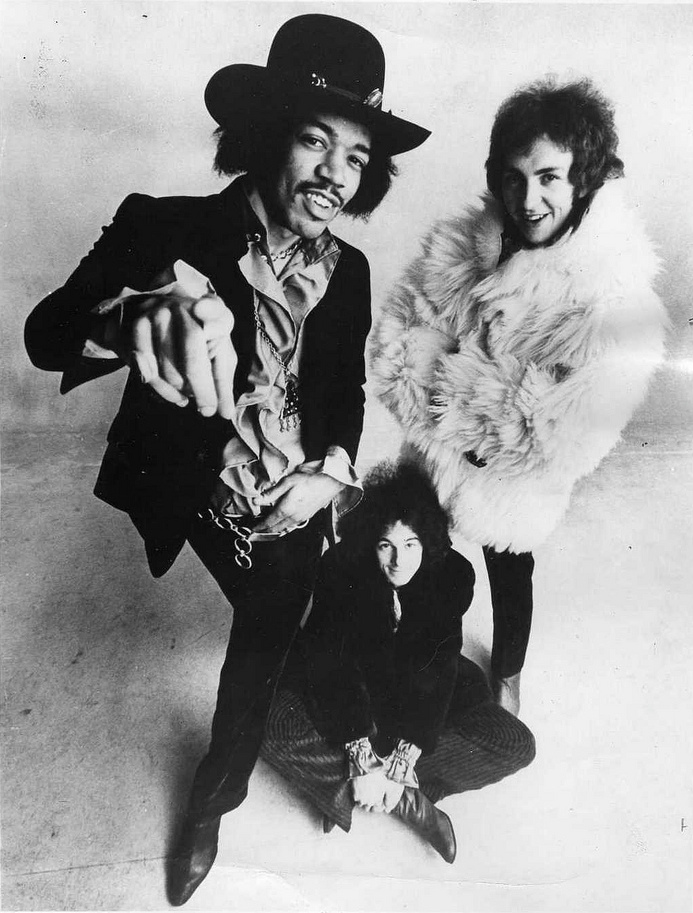
The Jimi Hendrix Experience

Acid rock är en form av psykedelisk musik som uppkom i slutet på 1960-talet. Genren hade sin storhetstid ca 1966–1970. Musiker som spelade acid rock var ofta inspirerade av grupper som Cream och tog deras tunga blues för att sedan blanda in psykedelia i det hela. Vanligt är förvridna gitarrtoner, längre låtar, och texter som refererar till droger. Genren mynnade sedan ut i hårdrock.

## Exempel på låtar inom genren
- "Piece of My Heart" - Big Brother and the Holding Company
- "Parchment Farm" - Blue Cheer
- "Summertime Blues" - Blue Cheer
- "I Had Too Much to Dream Last Night" - The Electric Prunes
- "In-A-Gada-Da-Vida" - Iron Butterfly
- "Purple Haze" - The Jimi Hendrix Experience
- "Stone Free" - The Jimi Hendrix Experience
- "Pushin' Too Hard" - The Seeds
- "Born to be Wild" - Steppenwolf
- "The Pusher" - Steppenwolf
- "White Room" - Cream
- "Break On Through (To The Other Side)" - The Doors
- The End - The Doors